# Once More with Feeling
Once More with Feeling (englisch für „Noch einmal mit Gefühl“) ist ein Kompilationsalbum der britischen Rock-Band Placebo, welches am 30. November 2004 veröffentlicht wurde. Es handelt sich um eine Single-Kompilation, die alle bis dahin veröffentlichten Singles der Band, außer Come Home, beinhaltet. Außerdem befinden sich mit I Do und Twenty Years auch zwei neue Songs auf dem Album.
Once More with Feeling erschien in verschiedenen Versionen. So ist es auch als DVD mit sämtlichen Musikvideos zu erhalten. Außerdem gibt es zwei verschiedene Special Editions, die Remixes von Placebo-Songs von bekannten DJs enthalten.
Der neue Song Twenty Years wurde außerdem als Single veröffentlicht.

## Titelliste
1. 36 Degrees – 3:07 (erste Veröffentlichung 1996)
2. Teenage Angst – 2:40 (1996)
3. Nancy Boy – 3:19 (1997)
4. Bruise Pristine – 3:36 (1997)
5. Pure Morning – 3:59 (1998)
6. You Don't Care About Us – 4:01 (1998)
7. Every You Every Me – 3:34 (1999)
8. Without You I'm Nothing (mit David Bowie) – 4:14 (1999)
9. Taste in Men – 3:59 (2000)
10. Slave to the Wage – 3:46 (2000)
11. Special K – 3:52 (2000)
12. Black Eyed – 3:44 (2001)
13. The Bitter End – 3:11 (2003)
14. This Picture – 3:35 (2003)
15. Special Needs – 3:29 (2003)
16. English Summer Rain – 3:10 (2004)
17. Protège-Moi – 3:14 (2004)
18. I Do – 2:27 (2004)
19. Twenty Years – 4:19 (2004)

## Rezeption

### Charts und Chartplatzierungen
- Schweiz: 4. Platz
- Großbritannien, Österreich: 8. Platz
- Deutschland, Welt-Charts: 14. Platz
- Australien: 30. Platz

### Auszeichnungen für Musikverkäufe
| Land/Region                  | Auszeichnungen für Musikverkäufe (Land/Region, Auszeichnung, Verkäufe) | Verkäufe |
| ---------------------------- | ---------------------------------------------------------------------- | -------- |
| Deutschland (BVMI)           | Gold                                                                   | 100.000  |
| Frankreich (SNEP)            | 2× Gold                                                                | 200.000  |
| Mexiko (AMPROFON)            | Gold                                                                   | 50.000   |
| Vereinigtes Königreich (BPI) | Platin                                                                 | 300.000  |
| Insgesamt                    | 4× Gold · 1× Platin ·                                                  | 650.000  |